# Congresso Nacional da Bélgica

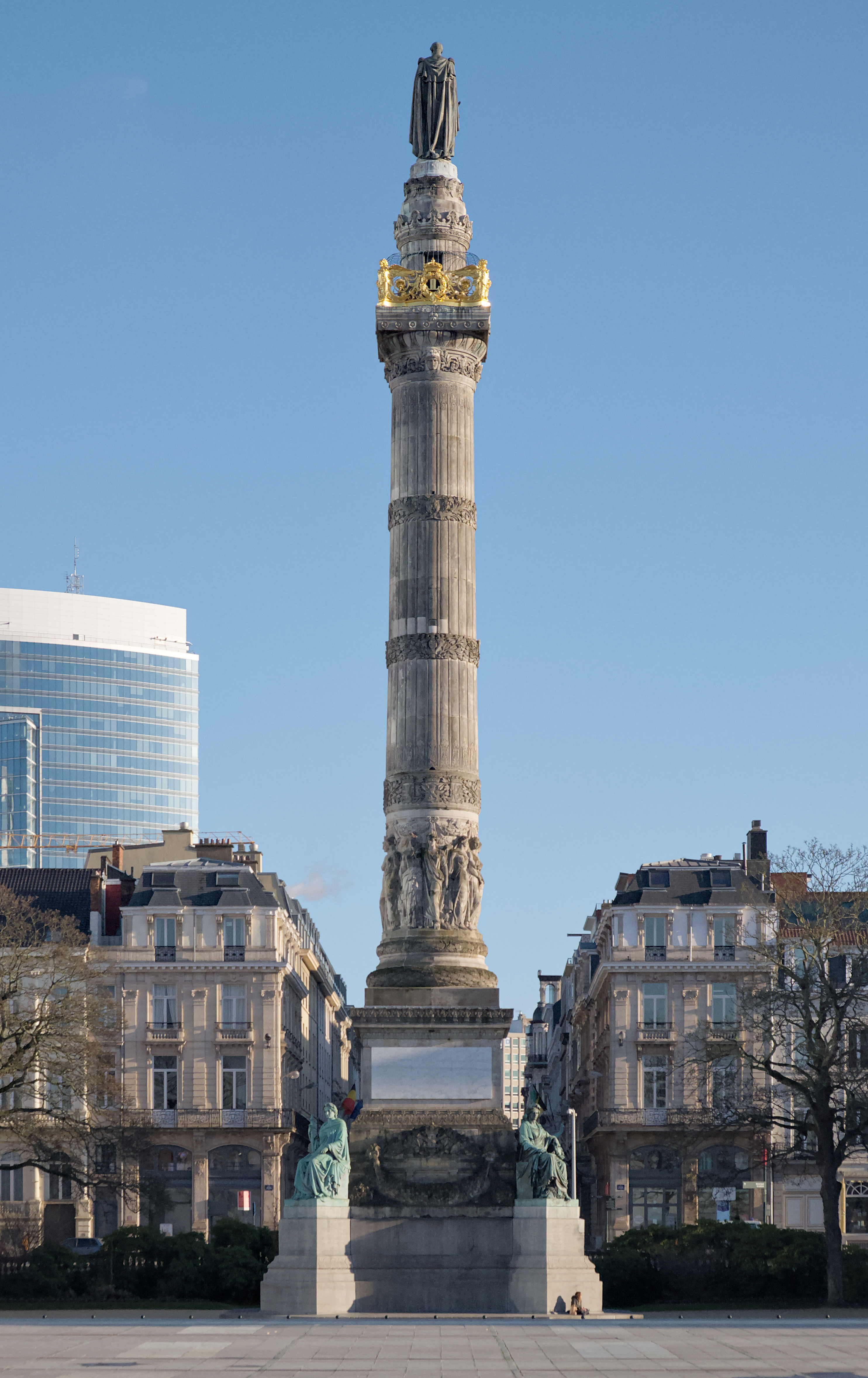
A coluna do Congresso, em Bruxelas.

O Congresso Nacional da Bélgica foi uma assembléia legislativa temporária em 1830, estabelecido logo depois que o Governo Provisório da Bélgica proclamou a independência do país, em 4 de outubro daquele ano. Sua tarefa primária foi criar uma constituição para o país recentemente criado.
O Congresso Nacional foi eleito por aproximadamente trinta mil votantes, em 3 de novembro de 1830, e era constituído por duzentos membros. Seu presidente era o barão Erasme Louis Surlet de Chokier.
A assembléia escolheu uma monarquia popular constitucional como forma de governo para a Bélgica e o filho do rei francês Luís Filipe, o duque de Nemours, como novo chefe de Estado. Essa escolha foi inaceitável para o governo do Reino Unido, e outro candidato teve que ser achado. O barão Surlet de Chokier foi nomeado regente enquanto esperava uma nova decisão e foi substituído como presidente do Congresso Nacional pelo barão Etienne de Gerlache. 
Leopoldo de Saxe-Coburgo-Gota foi escolhido definitivamente para ser o primeiro rei dos belgas. O Congresso Nacional fê-lo rei em 4 de junho, e Leopoldo jurou lealdade à constituição seis semanas mais tarde, na Igreja de São Jacó, na praça de Coudenbergh, Bruxelas, em 21 de junho. Desde então, esse dia tem sido feriado nacional na Bélgica.
A constituição belga, que foi muito progressiva para seu tempo, foi aceita em 7 de fevereiro de 1831. O governo provisório foi subseqüentemente desmantelado. O Congresso Nacional continuou existindo até serem realizadas as eleições oficiais de um primeiro parlamento em 8 de setembro daquele ano. Um monumento em Bruxelas, uma coluna, foi erguida em sua honra. Na base da coluna, há quatro estátuas de bronze que representam as quatro liberdades básicas da constituição belga de 1831: liberdade de liberdade de religião, de associação, de educação e de imprensa.